# Дафф, Томас Джон
Томас Джон Дафф (англ. Thomas John Duff; 1792, Ньюри, Даун, Ирландия (современная Северная Ирландия) — 1848) — ирландский архитектор, создатель нескольких католических церквей и соборов на северо-востоке Ирландии.
Наибольшую известность Томасу Даффу принесли проекты трёх соборов Святого Патрика в Дандолке, Ньюри и Арме.